# Cephalodella catellina
Cephalodella catellina är en hjuldjursart som först beskrevs av Müller 1786.  Cephalodella catellina ingår i släktet Cephalodella och familjen Notommatidae. Arten är reproducerande i Sverige. Inga underarter finns listade i Catalogue of Life.